# Rhizoplaca
Rhizoplaca Zopf (przypłaszczka) – rodzaj grzybów z rodziny misecznicowatych (Lecanoraceae). Ze względu na współżycie z glonami zaliczany jest do grupy porostów.

## Systematyka i nazewnictwo
Pozycja w klasyfikacji według Index Fungorum: Lecanoraceae, Lecanorales, Lecanoromycetidae, Lecanoromycetes, Pezizomycotina, Ascomycota, Fungi.
Synonimy nazwy naukowej: Omphalodina M. Choisy.
Nazwa polska według W. Fałtynowicza.

## Niektóre gatunki
- Rhizoplaca chrysoleuca (Sm.) Zopf 1905 – przypłaszczka zielonawa
- Rhizoplaca glaucophana (Nyl.) W.A. Weber 1979
- Rhizoplaca opaca (Ach.) Zopf 190

Nazwy naukowe na podstawie Index Fungorum. Uwzględniono tylko taksony zweryfikowane. Nazwy polskie według W. Fałtynowicza.